# 犀川 (石川県)

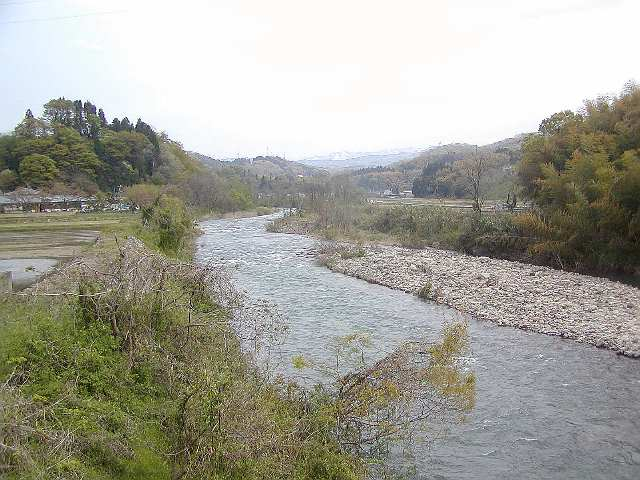
上流域（天池橋付近）

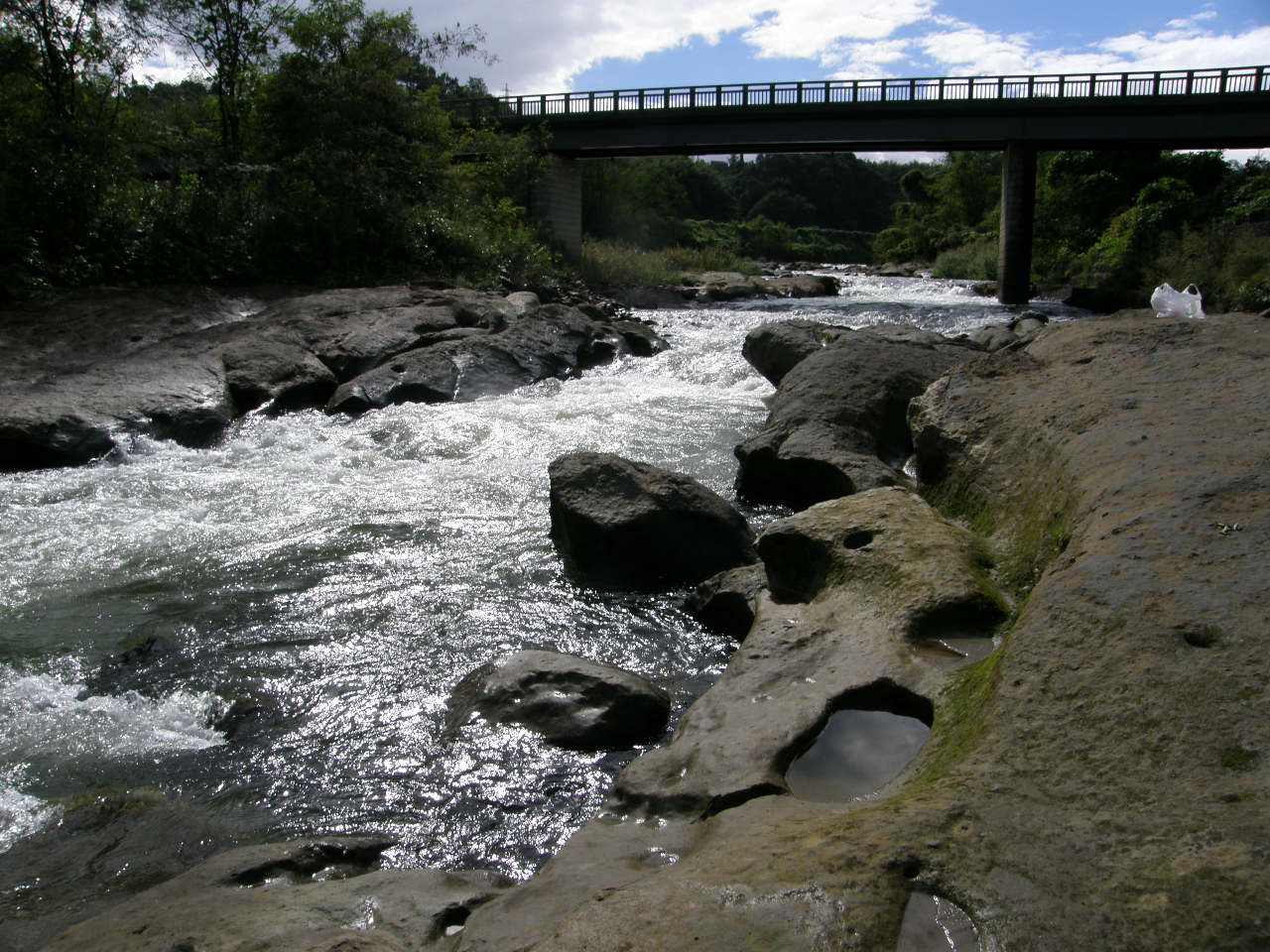
大桑貝殻橋下流

犀川（さいがわ）は、石川県金沢市を流れ日本海に注ぐ二級河川である。浅野川の愛称「女川」（おんながわ、流れが穏やかであることが由来）に対して、男川（おとこがわ、流れが急であることが由来）と呼ばれている。雅名は、菊水川（きくすいがわ）。

## 地理
金沢市の南端に位置する奈良岳に源を発し北流する。金沢の市街地を流れ、同市普正寺町と金石西の境界から日本海に注ぐ。
江戸時代初期、犀川上流の水を金沢城に引いた辰巳用水が建設され、現在も流れている。そのほか、金沢市内を流れる数々の用水が取水しており、市民の水資源として重要な役割を果たしている。上流には犀川ダム、内川ダムがあり、さらに2012年（平成24年）には、洪水対策として工事が行われていた辰巳ダムが竣工した。また、浅野川の洪水防止のため、浅野川の水を犀川に分水している。

## 歴史
河口の金石港（かないわこう）は、江戸時代以前は宮腰（みやのこし）と呼ばれ、金沢の外港として重要視された。古くは中流域で、大きく二流に分かれて流れていたが、江戸時代初期の治水工事で概ね現在の流れになり、香林坊付近を流れていた川道は鞍月用水や金沢城の外堀に転用された。
藩政期の古地図には才川という字で記されている。
1961年11月26日より、犀川総合開発事業が開始された。

## 名称の由来
佐奇神社（さきじんじゃ）の近くを流れることから佐奇川となり訛って「さいがわ」になったとされている。男川の通称は泉鏡花が1919年（大正8年）発表の長編小説『由縁の女』の作中で浅野川を女川と表現したことの対比とされている。犀川の雅名である菊水川の名は金沢市内の「菊川」、「菊水町」などの町名、「上菊橋」「下菊橋」という橋の名前に転じている。

## 文学・芸術
金沢市中川除町の河畔には、この川を愛した詩人室生犀星の文学碑がある。この碑は、1964年（昭和39年）に建てられたもので、金沢出身の建築家谷口吉郎の設計による。また、犀星は『抒情小曲集』、『性に眼覚める頃』（冒頭部）においても犀川について記している。
犀川を一望する寺町三丁目のW坂には、作家井上靖の小説『北の海』の文学碑が建立されている。

## 生物
かつてはアユ・ゴリ・マス・ナマズ・ドジョウなどの淡水魚が豊富で、ゴリの佃煮や唐揚げなどのゴリ料理が金沢名物として知られている。2003年（平成15年）には、上流域の地層から全長が1mを超すとみられるサケの化石が発掘され話題となった。

## 大桑層
金沢市内の大桑貝殻橋から大桑橋までの河床には、新生代第四紀前期から中期の貝化石を多く産出する大桑層の模式露頭が広く分布する。

## 支流
- 倉谷川
- 内川 - 平沢川
- 伏見川 - 木呂川、高橋川、雀谷川（十貫川）
- 十人川
- 安原川 - 福増川、馬場川
- 木曳川

## 河川施設
上水道
1930年（昭和5年）に、犀川村末(現在の金沢市末町)に末浄水場（近代水道百選・登録有形文化財・名勝）を開設。寺津用水を取水源とし、金沢市内へ上水道の供給を開始した。その後、犀川ダムからの供給も行っている。
発電
水力発電は、1900年（明治33年）に金沢電気によって辰巳発電所が開設されたのが始まりである。金沢電気瓦斯に社名が変わった後、金沢市が事業を買収し市営発電所となる。配電統制令により北陸配電に市営発電所は接収されるが、第二次世界大戦後に行われた犀川総合開発事業により市営発電所が復活した。発電事業は金沢市企業局によって行われてきたが、2022年（令和4年）4月1日に金沢エナジーに譲渡。犀川流域の3か所の市営発電所（全量北陸電力に売電）も同社に譲渡している。
- 上寺津発電所（16,200kW）
- 新辰巳発電所（6,000kW）
- 新寺津発電所（430kW）

ダム
- 犀川ダム - 石川県営（事業主体は金沢市）
- 上寺津ダム - 金沢エナジー管理（発電専用）
- 辰巳ダム - 石川県営

## 橋梁

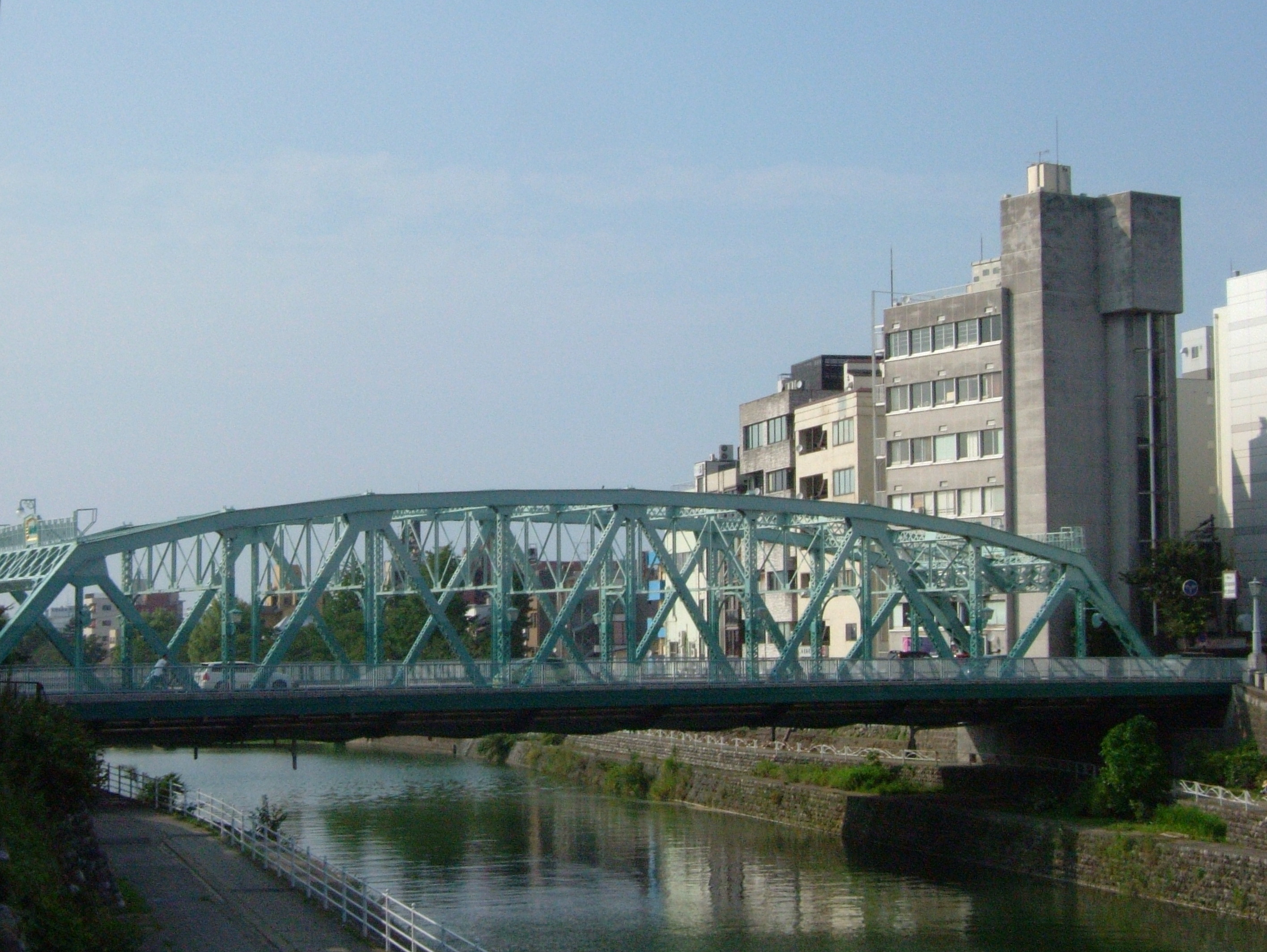
犀川大橋

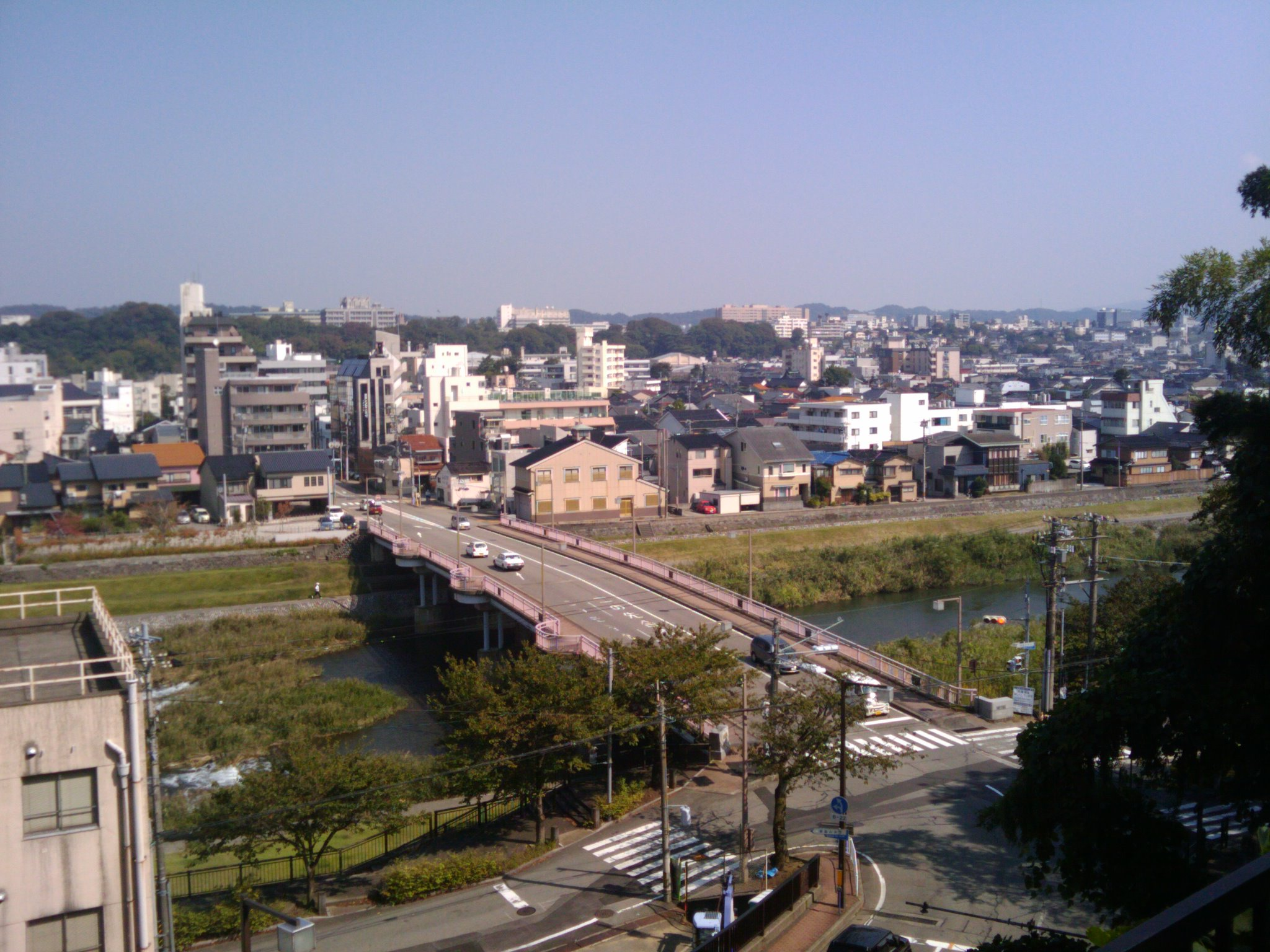
桜橋

河口より記載。特記がないものはすべて金沢市道。
- 普正寺橋
- 犀川橋 - 石川県道8号松任宇ノ気線（現道）
- 赤土大橋 - 金沢外環状道路海側幹線（側道部・石川県道8号松任宇ノ気線（新道）） ※本線部は計画中
- 二ッ寺橋 - 石川県道197号寺中西金沢線
- 示野橋 - 石川県道196号上安原昭和町線
- 雪吊橋（歩行者・自転車専用橋）
- さいがわ橋 - 国道8号（金沢バイパス）・北陸自動車道
- 示野中橋
- 若宮大橋
- 大豆田大橋（まめだおおはし）
- 犀川橋梁 - IRいしかわ鉄道線[14][15]
- 加賀犀川橋梁[16] - 北陸新幹線（敦賀駅への延伸開業までは白山総合車両所への回送線）。長野県内の上田駅 - 長野駅間の犀川橋梁と区別するため「加賀」を冠する。
- 新御影橋（歩行者・自転車専用橋）
- 御影大橋[3] - 石川県道146号金沢停車場南線
- 新橋
- 犀川大橋[3] - 国道157号（国道305号と重複）
- 桜橋[3]
- 下菊橋
- 上菊橋
- 犀川雪見橋
- 大桑橋 - 金沢市道（旧石川県道208号野田上野町線）
- 犀川橋 - 金沢外環状道路山側幹線（山側環状）石川県道22号金沢小松線
- 大桑貝殻橋
- 天池橋 - 石川県道114号小原土清水線
- 辰巳橋
- ほたる橋
- 水渕橋
- 相合谷橋
- 熊走大橋